# Димитрије Сабов
Димитрије Анастасијевић Сабов (Негуш 1724. или 1726. - Сремски Карловци 1803) био је српски добротвор и оснивач Карловачке гимназије, најстарије гимназије у српству.

## Биографија
Димитрије (Дмитар) Сабов је рођен 1726. године у Негушу у словенској (српској) породици из Македоније. По историчару Душану Поповићу (али и другима, попут Прибислава Маринковића и Борислава Михајловића Михиза) Димитрије је био цинцарског рода.. Средње презиме је узео по оцу Анастасу. Око 1732-1733. године као дете од шест година је дошао са трговцима у Земун. Убрзо је прешао у Нови Сад, где је изучавао занат сабовски (простог кројача). За време док је био абаџијски калфа Сабов је прошао много места тадашње Угарске, обилазећи вашаре. Он је и капамаџија и арендатор (на пример "батаљонских бара"), али најбоље је профитирао са циглама.
Сабов се у Сремским Карловцима настанио 1748-1750. као занатлија. У то време дошло је до процвата Сремских Карловаца као насеља као новог средишта панонских Срба. Током следећих деценија Димитрије Сабов је као врстан занатлија и трговац стекао велико богатство. Био је стасит, одмерен, доброг укуса и срца, одевао лепо. Но, Сабов није имао среће у породичном животу, будући да су му сва деца поумирала. Посинио је у старости Матију, младића који је живео у Пешти.
Због тога не чуди што је Димитрије Сабов значајно суделовао у унапређењу прилика Карловачке Митрополије, пре свега помажући успостављање и битисање њених установа и изградњу зграда за те потребе. Добио је од цара Леополда II 1791. године због заслуга за просвету тј. за овако учињено бгагодејаније обшћему Славено-Сербском народу нашем, угарско племство.
Димитрије Сабов умро је 1803. године у Сремским Карловцима, и сахрањен на доњем гробљу. У Карловцима је 1. новембра 1903. године поменом од стране гимназије, свечаним програмом обележена годишњица века од смрти.

## Заслуге
Личност Димитрија Сабова, кроз његово деловање и сталну помоћ Карловачкој Митрополији, има немерљив значај за српску културу и просвету. За потребу отварања српске гимназије у Сремским Карловцима, он је на молбу митрополита Стратимировића приложио тада огромну своту од 20 хиљада форинти. Аустријски цар Леополд II је 30. септембра 1791. године потврдио основно писмо своје задужбине. Пола износа за градњу гимназије (10.000 ф.) дао је Димитрије за живота, а остатак, другу половину његов посинак Матија, по жељи поочима, након смрти.
Димитрије Сабов имао је значајну улогу и у битисању Аустријског царства; Цару Јосифу II позајмио је крајем 18. века 30 хиљада форинти, што у то време била огромна свота новца.